# جان چو
جان یوهان چو (به انگلیسی: John Yohan Cho) (زاده ۱۶ ژوئن ۱۹۷۲) بازیگر آمریکایی-کره‌ای است که بیشترین شهرت او بخاطر ایفای نقش در فیلم غرفه زنان (۲۰۰۱)، نقش «هارولد» در هارولد و کومار (۲۰۰۴)، نقش شخصیت هیکارو سولو در پیشتازان فضا، نقش «بازرس دیمیتری نوه» در سریال فلش فوروارد، و نقش اسپایک اسپیگل در مجموعه تلویزیونی کابوی بیباپ (۲۰۲۱) است.

## زندگی شخصی
جان چو در سئول کره جنوبی زاده شد. او در سال ۱۹۷۸ زمانی که شش سال داشت، به همراه خانواده‌اش به آمریکا مهاجرت کرد و در لوس آنجلس کالیفرنیا بزرگ شد. پدر او کشیش در کلیسای مسیح بود. چو در سال ۱۹۹۰ از دبیرستان هربرت هوور در گلندیل کالیفرنیا فارغ‌التحصیل شد. سپس با ورود به دانشگاه برکلی کالیفرنیا در سال ۱۹۹۶ با مدرک لیسانس زبان انگلیسی فارغ‌التحصیل شد. بعد از آن شروع به تدریس زبان انگلیسی در مدرسه‌ای در غرب هالیوود کرد.

## فیلم‌ها

### سینمایی
- سگ را بجنبان در نقش «دستیار ۳»
- زرد در نقش «جویی»
- زیبایی آمریکایی در نقش «مردی که قصد فروش خانه‌اش را دارد»
- پای آمریکایی در نقش «جان»
- پای آمریکایی ۲ در نقش «جان»
- یک جمع خوب در نقش «پِتِی»
- تکامل در نقش «دانش آموز»
- سولاریس در نقش «فرستاده دی‌بی‌ای»
- دروغگوی چاق گنده در نقش «داستین وُنگ»
- عروسی آمریکایی در نقش «جان»
- صورت خندان در نقش «مایک»
- هارولد و کومار فرار از خلیج گوانتانامو در نقش «هارولد لی»
- پیشتازان فضا در نقش «هیکارو سولو»
- تجدید دیدار آمریکایی در نقش «جان»
- یادآوری کامل در نقش «باب مک کلین»
- دزد هویت در نقش «دنیل کیسی»
- بوفینگر
- پیشتازان فضا به سوی تاریکی در نقش «هیکارو سولو»
- زیپ در نقش «ای جی»
- مادربزرگ در نقش «چاو»
- رویاهای آمریکایی در نقش «فرانک ایتلز»
- فراتر از پیشتازان فضا در نقش «هیکارو سولو»
- یک شغل پیدا کن در نقش «برایان بِندِر»
- جستجو در نقش دیوید کیم
- ویش دراگون
- پایین به زمین
- اتفاقی از نسبت‌های یادبود
- متولد ماه می
- ایده‌های جالب بیکفورد شمکلر
- قدیس جان از لاس وگاس
- تحویل میلو

### سریال
- سلفی در نقش «هنری هیگز»
- افسون‌شده در نقش «مارک چائو» اپیزود: "Dead Man Dating"
- دکتر هاوس در نقش «هاروی پارک» اپیزود: "Love Hurts"
- آناتومی گری در نقش «مارشال استون» اپیزود: "Damage Case"
- بابای آمریکایی! در نقش «وینس چانگ»
- آشنایی با مادر در نقش «جفرسون کوتسورث» اپیزود: "I'm Not That Guy"
- بتی بی‌ریخته در نقش «کنی»
- فلش فوروارد در نقش «بازرس دیمیتری نوه»
- ۳۰ راک در نقش «لورن» اپیزود: "Double-Edged Sword"
- دختر جدید در نقش «دنیل» اپیزود: "Jury Duty"